# Gérgal
Gérgal és una localitat de la província d'Almeria, Andalusia. L'any 2005 tenia 1057 habitants. La seva extensió superficial és de 228 km² i té una densitat de 4,6 hab/km². Les seves coordenades geogràfiques són 37° 07′ N, 2° 32′ O. Està situada a una altitud de 758 metres i a 40 quilòmetres de la capital de la província, Almeria.
Dins del municipi es troben les localitats de: Aulago, Las Aneas, Las Alcubillas, La Estación, Fuente Santa, El Cortijo Alto, Arroyo Verdelecho, El Almendral,Las Tablas i Portocarreño.
Al cim de la Serra dels Filabres està l'Observatori de Calar Alto (2.168 msnm), gestionat pel CAHA (Centre Astronòmic Hispano Alemany).

## Demografia
| 1996  | 1998  | 1999  | 2000  | 2001  | 2002  | 2003  | 2004  | 2005  | 2006  |
| ----- | ----- | ----- | ----- | ----- | ----- | ----- | ----- | ----- | ----- |
| 1.089 | 1.063 | 1.067 | 1.059 | 1.050 | 1.029 | 1.062 | 1.068 | 1.057 | 1.042 |